# Nikolaos Papanastasīs
Nikolaos Athanasiou Papanastasīs (in greco Νικόλαος Αθανασίου Παπαναστάσης?; ...) è un politico greco, membro del Partito Comunista di Grecia.
Nel 2019 viene eletto deputato del Parlamento Ellenico.